# Eugène Simon

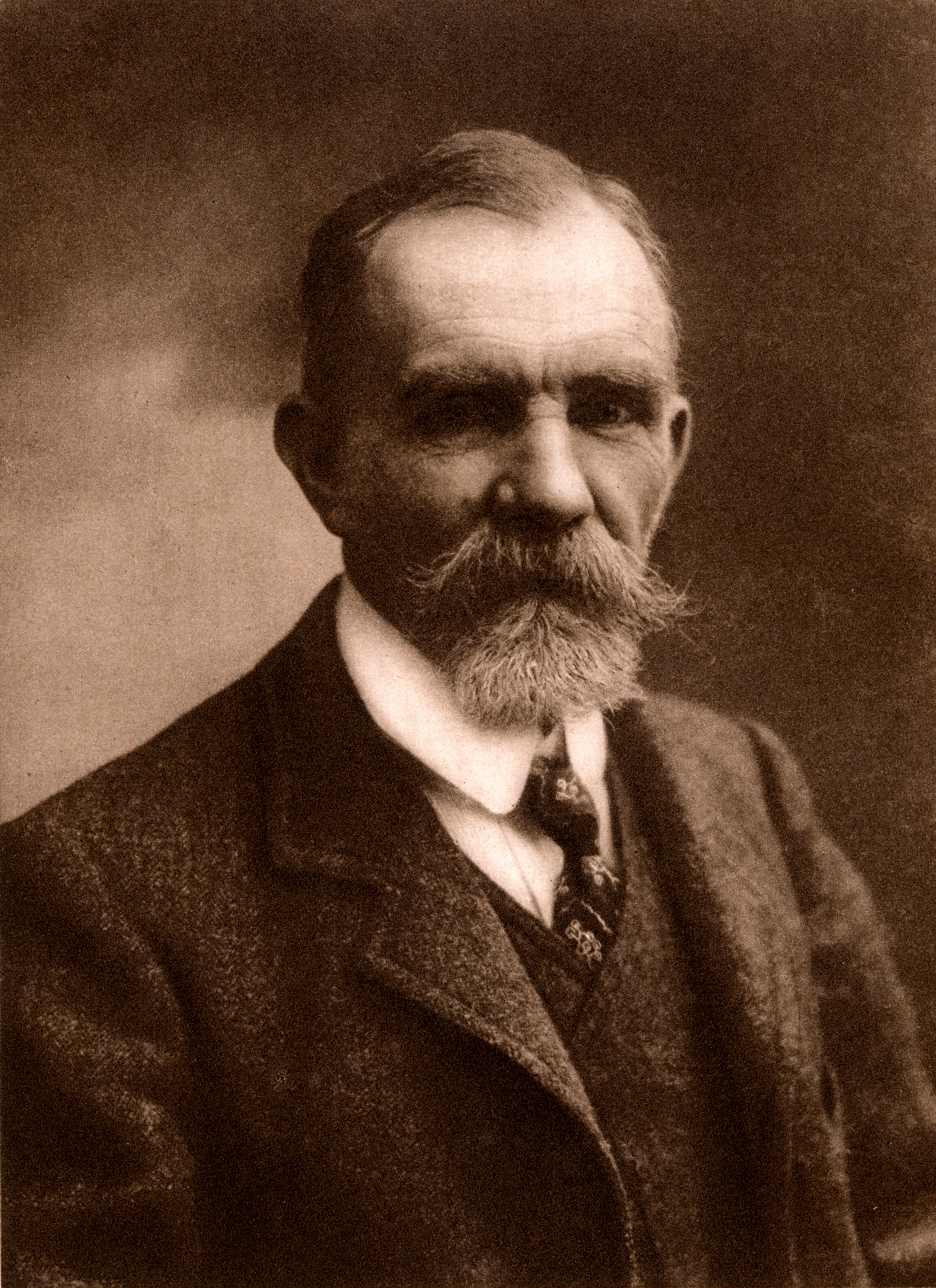
Eugène Simon por Nadar

Eugène Simon (Paris, 30 de abril de 1848 — 17 de novembro de 1924) foi um aracnologista francês.

## Biografia
Possuindo uma importante fortuna, Eugène Simon pode dedicar sua vida à sua grande paixão: as Ciências Naturais e particularmente o estudo das aranhas.
Simplesmente associado, ele dispunha de nada menos que um escritório no Museu Nacional de História Natural. Fez muitas viagens a fim de enriquecer suas coleções.
Começa a produzir e publicar seu Histoire naturelle des araignées (1864-1884) aos 16 anos. O qual seria seguido pela importante obra Les Arachnides de France, uma imensa publicação em que os últimos capítulos só aparecem após sua morte.
Eugène Simon concluiu um trabalho considerável no esclarecimento da taxonomia e é o autor de muitas taxonomias novas.

Suas muitas contribuições taxonômicas incluem a categorização e nomeação de muitas aranhas, bem como a criação de novos gêneros tais como Anelosimus, Psellocoptus e Phlogius. Em 1901, Simon descreveu pela primeira vez Stenaelurillus guttiger, incialmente o classificando no gênero Aelurillus, criado por Simon em 1885, que eventualmente seria classificado no gênero Stenaelurillus, gênero descrito pela primeira vez por Simon em 1886.